# Yadoué
Yadoué  est un village du Cameroun situé dans le département du Lom-et-Djérem de la région de l'Est, précisément au niveau de l'arrondissement Ngoura.

## Population
Selon le recensement 2005, le village comptait 58 habitants, dont 33 hommes et 25 femmes.